# Багатоконфігураційне самоузгоджене поле
Багатоконфігураційне самоузгоджене поле (англ. Multi-configurational self-consistent field, MCSCF) — це квантовохімічний метод, застосовуваний для побудови якісно правильних хвильових функцій для тих станів молекул, для яких метод Гартрі — Фока та теорія функціонала густини є неадекватними (приміром, у випадку енергетичної близькості основного та першого збудженого станів молекули, що спостерігається, зокрема, в ситуації розриву зв'язку). Він полягає в змішуванні кількох детермінантів та одночасному варіюванні як коефіцієнтів змішування, так і молекулярних орбіталей, з яких побудовано детермінанти. Отже, його можна уявляти комбінацією методів конфігураційної взаємодії (де варіюються коефіцієнти змішування детермінантів, а молекулярні орбіталі залишаються сталими) і Гартрі — Фока (де застосовано лише єдиний детермінант, але варіюються молекулярні орбіталі).
Одним із прикладів застосування методу MCSCF є опис атома вуглецю в основному стані, тобто з електронною конфігурацією 1s22s22p2. Розподілити два електрони по трьох p-орбіталях в симетричний спосіб неможливо, для цього потрібні три детермінанти, хоча вони й будуть змішані з однаковими коефіцієнтами внаслідок симетрії задачі.
Для того, щоб хвильова функція методу MCSCF характеризувалася певними значеннями повного спіну та його проєкції, її будують не з окремих детермінантів, а з комбінацій детермінантів, кожна з яких характеризується певним значенням повного спіну та його проєкції. Такі комбінації називаються конфігураційними функціями стану (CSF).
Метод MCSCF враховує лише частину електронної кореляції, − так звану статичну кореляцію, що виникає внаслідок виродження чи квазівиродження електронних станів системи. Подальше уточнення хвильової функції, з дуже добрим наближенням до отримуваних експериментально результатів, вимагає врахування динамічної кореляції, що зазвичай роблять за допомогою методів мультиреференсної теорії конфігураційної взаємодії (MRCI) або відповідних формулювань теорії збурень (MRPT2, CASPT2).

## Мотивація на прикладі H2
Для найпростішого хімічного зв'язку, що зустрічається в молекулі H2, молекулярні орбіталі можна наближено записати як комбінації двох атомних орбіталей χiA та χiB, кожна з яких центрована на власному ядрі A чи B:
{\displaystyle \varphi _{i}=N_{i}(\chi _{iA}\pm \chi _{iB}),}
де стала Ni забезпечує нормування. Хвильова функція основного стану молекули H2 в рівноважній геометрії майже повністю визначається конфігурацією (φ1)2, тобто таким електронним станом, в якому молекулярна орбіталь φ1 заповнена двома електронами. Саме такою є електронна конфігурація в методі Гартрі — Фока:
{\displaystyle \Phi _{1}=\varphi _{1}(\mathbf {r} _{1})\varphi _{1}(\mathbf {r} _{2})\Theta _{2,0},}
де {\displaystyle \Theta _{2,0}} — синглетна (S = 0) спінова функція двох електронів. Найнижча, зв'язуюча, молекулярна орбіталь φ1 конструюється як сума атомних 1s орбіталей, тобто N1(1sA + 1sB). Підставивши це в попередній вираз, отримуємо:
{\displaystyle \Phi _{1}=N_{1}^{2}\left[1s_{A}(\mathbf {r} _{1})1s_{A}(\mathbf {r} _{2})+1s_{A}(\mathbf {r} _{1})1s_{B}(\mathbf {r} _{2})+1s_{B}(\mathbf {r} _{1})1s_{A}(\mathbf {r} _{2})+1s_{B}(\mathbf {r} _{1})1s_{B}(\mathbf {r} _{2})\right]\Theta _{2,0}.}
Доданки цього Гартрі — Фоківського виразу легко співвіднести з ковалентним (другий, третій: заселені орбіталі обох атомів) та іонним (перший, четвертий: заселені орбіталі лише одного атома) типом зв'язку. Така модель непогано описує молекулу H2 поблизу рівноважної геометрії: довжина зв'язку 0,735 Å (порівняно з експериментальною 0,746 Å) та енергія зв'язку 350 кДж/моль (експ. 432 кДж/моль ). Зазначимо, що в цій функції внески ковалентного та іонного зв'язку завжди рівні. Поблизу рівноважної геометрії ця вада (в гетероатомних молекулах) може спричиняти лише певну переоцінку полярності зв'язку та, відповідно, дипольних моментів, але при розриві зв'язку вона стає критичною. При великій міжатомній відстані ковалентний стан H· + H· стає значно вигіднішим за іонний H+ + H− з фізичних причин (кулонівський потенціал є далекодійним). Тому метод Гартрі — Фока нездатний правильно описати гомолітичну дисоціацію.
Очевидним способом виправлення зазначеної вади є змішування іонної та ковалентної частини хвильової функції з різними коефіцієнтами:
{\displaystyle \Psi _{1}=N_{1}^{2}\left[C_{\text{ion}}\{1s_{A}(\mathbf {r} _{1})1s_{A}(\mathbf {r} _{2})+1s_{B}(\mathbf {r} _{1})1s_{B}(\mathbf {r} _{2})\}+C_{\text{cov}}\{1s_{A}(\mathbf {r} _{1})1s_{B}(\mathbf {r} _{2})+1s_{B}(\mathbf {r} _{1})1s_{A}(\mathbf {r} _{2})\}\right]\Theta _{2,0},}
або в загальному вигляді:
{\displaystyle \Psi _{1}=C_{\text{ion}}\Phi _{\text{ion}}+C_{\text{cov}}\Phi _{\text{cov}},}
що фактично є переходом до методу валентних зв'язків. Тепер варіювання коефіцієнтів Cion та Ccov дозволяє хвильовій функції набувати правильної форми як в рівноважній геометрії ({\displaystyle C_{\text{ion}}\sim C_{\text{cov}}}), так і при дисоціації ({\displaystyle C_{\text{ion}}\ll C_{\text{cov}}}). Але такий підхід математично ускладнений внаслідок неортогональності функцій, що описують конфігурації {\displaystyle \Phi _{\text{ion}}} та {\displaystyle \Phi _{\text{cov}}}. Простіше застосувати натомість ортогональні й нормовані (слейтерівські) детермінанти з молекулярних орбіталей; для цього слід включити в розгляд поряд зі зв'язуючою також антизв'язуючу орбіталь
{\displaystyle \varphi _{2}=N_{2}(1s_{A}-1s_{B}),}
і тоді хвильова функція молекули H2 запишеться у вигляді суміші двох конфігурацій, — із двічі заповненої зв'язуючої та з двічі заповненої антизв'язуючої орбіталі:
{\displaystyle \Psi _{\text{MC}}=C_{1}\Phi _{1}+C_{2}\Phi _{2},}
де Φ2 відповідає електронній конфігурації (φ2)2. В такому багатоконфігураційному описі зв'язку в молекулі H2 поблизу рівноважної геометрії C1 = 1 та C2 = 0, а при дисоціації C1 близький до C2.

## Вибір конфігурацій
Метод MCSCF не дає загальних рекомендацій щодо вибору конфігурацій для змішування. Такий вибір зробити нескладно при наявності високої симетрії (див. вищенаведений приклад атома вуглецю) або ж електронної π-підсистеми, але не в загальному випадку. Додаткових ускладнень завдає необхідність застосування методу при зміні геометрії, коли електронні стані можуть перекваліфіковуватися за симетрією та/або мінятися місцями. Тож цей метод не являє собою чорну скриньку й вимагає для свого обґрунтованого застосування певної кваліфікації.

### SCF із повним активним простором
Одним із підходів до вибору конфігурацій є застосування повного активного простору. До такого простору включаються всі конфігурації, які можна побудувати розподілом наперед заданого числа N електронів по наперед заданих M орбіталях. Такий метод називають CASSCF (англ. Complete active space SCF) або FORS-MCSCF (англ. Fully optimized reaction space SCF). Приміром, для молекули оксиду азоту(II) досить фізичним є CASSCF(11,8), тобто конфігурації з усіма можливими варіантами розподілу всіх 5+6=11 валентних електронів по всіх 4+4=8 атомних валентних орбіталях.

### SCF із обмеженим активним простором
Кількість детермінантів (або ж конфігураційних функцій стану) в CASSCF дуже швидко зростає, що збільшує обчислювальну складність. Обмеження цієї кількості можна досягти, приміром, дозволивши в усьому активному просторі лише одно- та двократно збуджені конфігурації, або додавши до невеликого фрагменту CASSCF ще орбіталей, дозволивши з/на них лише одно- та двократні збудження. Подібні обмежені підходи класифікуються як SCF в обмеженому активному просторі (англ. Restricted active space SCF, RASSCF).